# Graham Gipson
Graham Gipson (Graham Chater Gipson; * 21. Mai 1932 in Guildford, Western Australia; † 17. Mai 2023 in Bayswater, Western Australia) war ein australischer Sprinter.
Bei den Olympischen Spielen 1956 in Melbourne schied er über 200 m im Vorlauf aus und erreichte über 400 m das Viertelfinale. In der 4-mal-400-Meter-Staffel gewann er mit der australischen Mannschaft in der Besetzung Leon Gregory, David Lean, Gipson und Kevan Gosper die Silbermedaille.
1953 wurde er nationaler Meister über 440 Yards, 1957 und 1958 Vizemeister. Ebenfalls Vizemeister wurde er 1953 über 100 Yards und 220 Yards und 1957 über 100 Yards.